# Primorska Flandrija
Primorska Flandrija (francuski: Flandre maritime) je teritorij koji je u prošlosti bio francuska pokrajina. Glavni grad je bio Cassel.
Pokrajina se sastojala od:
- svih općina današnjeg arondismana Dunkerque, uz iznimku Saint-Momelina (koji je dio Artoisa)
- dvije općine današnjeg arondismana Lille : Wervicq-Sud i Warneton-Sud (ali ne i Warneton-Bas koji je bio dio Valonske Flandrije)

## Pogledajte također
- Valonska Flandrija
- Romanska Flandrija